# Высшие специальные офицерские классы ВМФ
Высшие специальные офицерские ордена Ленина классы Военно-Морского Флота (ВСОК ВМФ) — военное учебное заведение в системе переподготовки офицерских кадров Военно-Морского Флота.
С 1 июля 2012 года именуется Военный институт (дополнительного профессионального образования) ВУНЦ ВМФ «Военно-морская академия». Высшие специальные офицерские классы Военно-Морского Флота осуществляют профессиональную переподготовку и повышение квалификации офицеров, имеющих высшее профессиональное образование, для назначения на должности командиров кораблей (подводных лодок) ВМФ, флагманских специалистов соединений кораблей, командиров боевых частей кораблей 1 и 2 рангов, начальников ПВО соединений, заместителей командиров кораблей 1 и 2 рангов по воспитательной работе, проводят фундаментальные научные исследования, направленные на решение актуальных для ВМФ проблем в области тактики, боевой подготовки сил флота, боевого применения оружия и технических средств.

## История создания
В 1827 году, в морском ведомстве был учрежден офицерский класс при Морском кадетском корпусе, для высшего образования офицеров флота в морских науках. В 1862 г. этот класс преобразован в Морской академический курс, а в 1877 г. — в Николаевскую морскую академию.
Во второй половине XIX века в морском ведомстве существовали следующие офицерские классы: минный, минных механиков и артиллерийский.
1 (14) октября 1874 года начались первые занятия в Минном офицерском классе, который был создан в Кронштадте решением Морского ведомства и входил в состав Минных классов (для подготовки офицеров и нижних чинов к минным (взрывным) работам). Эта дата считается днём образования Высших специальных офицерских классов Военно-Морского Флота. Минный офицерский класс вместе с офицерским классом минных механиков и минной школой для нижних чинов, составлял одно учреждение. Обучение в этих классах происходило частью на берегу, в Кронштадте, частью в учебном минном отряде. Класс минных механиков имел целью ближайшее ознакомление офицеров корпуса инженер-механиков с техникой электрического освещения, изучение мин Уайтхеда и приспособлений к ним. Курс этого класса продолжался 6 месяцев. Успешно выдержавшие выпускной экзамен командировались, на один месяц в учебный минный отряд и, по окончании практической стрельбы, получали звание минных механиков.
27 ноября 1878 году в Кронштадте был создан Морской Артиллерийский офицерский класс. В 1897 году — Водолазный офицерский класс, который вошёл в состав Водолазной школы в Кронштадте.
Положительный опыт обучения морских офицеров был использован при организации в дальнейшем других офицерских классов — подводного плавания в 1906 году, штурманских офицерских классов в 1909 году, электротехнического в 1913 году.
Каждый класс имел свою самостоятельную территориальную и организационно-штатную структуру. Занятия проводились штатным преподавательским составом в кабинетах, лабораториях и на приписанных к классам кораблях.

## Классы в советский период
После Октябрьской революции, в январе 1918 года, приказом Народного Комиссариата по морским делам морские офицерские классы были закрыты. Но уже 26 октября 1918 года приказом по Флоту и Морскому ведомству № 734 были созданы Соединённые классы «…для подготовки специалистов командного состава флота». Подготовка предусматривалась по пяти профилям: артиллерийскому, минному, подводному, штурманскому и электротехническому. Соединённые классы размещались в здании Военно-морской академии на 11-й линии Васильевского острова. В декабре 1921 года Соединённые классы переходят в распоряжение Военно-морской академии.
17 октября 1923 года приказом Реввоенсовета СССР № 2303 были созданы Высшие специальные курсы командного состава флота (ВСККСФ).

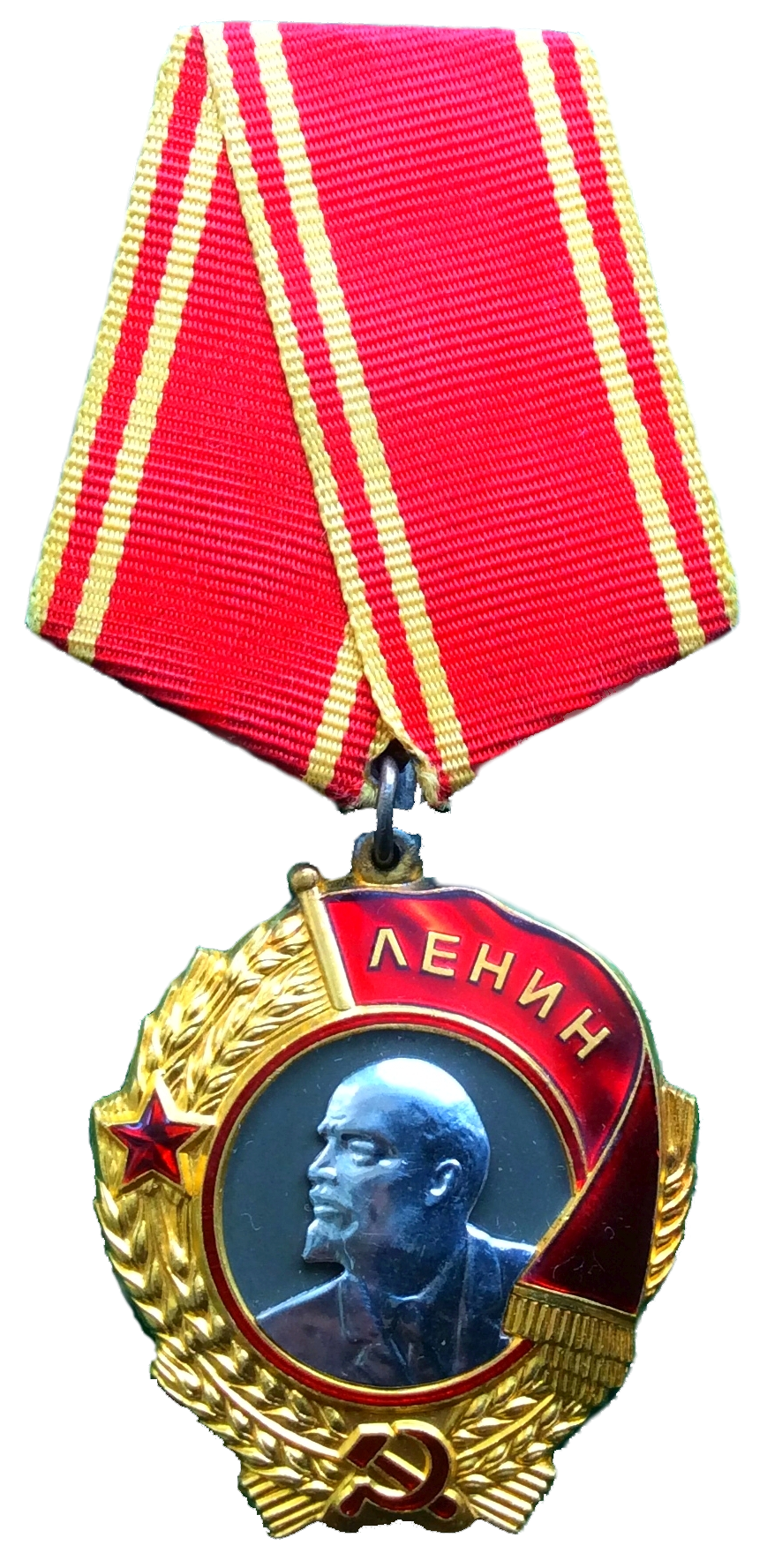
20 апреля 1945 года Классы награждены орденом Ленина

15 декабря 1923 года приказом Реввоенсовета СССР № 2702 было объявлено Положение о ВСККСФ, по которому курсы были отнесены к разряду высших учебных заведений со сроком обучения 1,5 года. Курсы располагались во флигеле Военно-морского училища (с 1926 — ВМУ имени М. В. Фрунзе) и административно ему подчинялись. Начальником и комиссаром курсов являлся по совместительству начальник и комиссар Военно-морского училища имени М. В. Фрунзе.
29 января 1925 года Курсы стали самостоятельным военно-морским учебным заведением и получили название- Специальные курсы усовершенствования командного состава РККФ (СКУКС РККФ). Срок обучения на Курсах составил 12 месяцев. На курсы зачислялись средние командиры, имевшие двухгодичный стаж службы (в класс подводного плавания слушатели принимались и непосредственно после ВМУ).
В 1927 году было принято новое Положение, согласно которому к учёбе на Курсах допускались лица не старше 32 лет, окончившие ВМУ имени М. В. Фрунзе и прослужившие на кораблях не менее двух лет.
В 1931 году Курсам было присвоено имя ЦИК Татарской АССР, с этого момента они стали именоваться до 1939 года «Специальные курсы командного состава ВМС РККА имени ЦИК Татарской АССР».
В июле 1932 года отдельные классы Курсов были переформированы в секторы (факультеты), а 19 октября в секторах были утверждены кафедры.
В 1938 году Курсы были размещены в специально построенном здании (арх. Д. Бурышкин) на Малоохтинском проспекте, дом 80/2, где они и находятся по настоящее время.
В 1939 году в связи с общей реорганизацией системы военно-морской подготовки было произведено переформирование Курсов, на которые была возложена подготовка офицеров-специалистов по эксплуатации оружия и технических средств. Ввиду этого, приказом Народного Комиссара ВМФ в августе 1939 года Курсы переименовываются в Высшие специальные курсы командного состава РК ВМФ.
В 1941 году на Курсах была введена адъюнктура.
В июле 1941 года Народным Комиссаром ВМФ Н. Г. Кузнецовым было принято решение о передислокации ВСККС в Астрахань, а во второй половине августа 1942 года — в Самарканд. Занятия продолжались по программам военного времени с сокращённым 6-месячным сроком обучения. В июле 1943 года приказом Народного Комиссара ВМФ сроки обучения были увеличены до 12 месяцев. В августе 1944 года ВСККС были перебазированы в Ленинград.
За время Великой Отечественной войны Курсы подготовили свыше 1500 офицеров, принявших активное участие в боях за Родину.
20 апреля 1945 года указом Президиума Верховного Совета СССР за исключительные заслуги перед Родиной в деле подготовки квалифицированных офицерских кадров для Военно-Морского Флота и успешную научно-исследовательскую работу, направленную на повышение боевой деятельности Военно-Морского Флота, Специальные курсы офицерского состава ВМФ были награждены орденом Ленина.
В июне 1945 года Специальные курсы офицерского состава были переименованы в Высшие ордена Ленина специальные классы офицерского состава ВМФ (ВОЛСОК), вместо отделов были организованы факультеты. С 1 сентября 1945 года создаются новые факультеты: командный подводный и командный надводный.
В 1946 г. полностью произведён переход от обучения по сокращённым программам военного времени на обучение по программам мирного времени.
С октября 1960 года факультеты Классов, готовившие флагманских специалистов, были объединены в один — факультет оружия и противолодочной обороны.

## Известные выпускники
- Категория:Выпускники Высших специальных офицерских классов ВМФ

Всего за период с 1918 года было произведено более 120 выпусков командиров кораблей, флагманских специалистов, высокопрофессиональных офицерских кадров. В Классах подготовлено и выпущено на флот более 19000 командиров кораблей и 20000 флагманских специалистов. Среди выпускников 69 человек получили звание Героя Советского Союза и Героя Российской Федерации, свыше 100 лауреатов Ленинских и Государственных премий (на 2004 г.). Также Классы готовили военно-морских специалистов для 14 иностранных государств.

## В современной России
С середины 90-х годов XX века произошло значительное сокращение личного состава Классов. В 1995 году был прекращён набор в класс офицеров-гидрометеорологов.
В начале 2000-х годов Классы первыми из военно-морских учебных заведений получили свидетельство о государственной регистрации в соответствии с решением Регистрационной палаты Санкт-Петербурга и лицензию на право ведения образовательной деятельности в сфере профессионального образования. Классы прошли государственную аккредитацию с установлением аккредитационного статуса по типу «образовательного учреждения дополнительного профессионального образования» и вида «Академия дополнительного профессионального образования».
С 2002 года на Классах возобновилась подготовка специалистов для иностранных флотов (Сирии, Казахстана, Вьетнама, Алжира).
Классы осуществляют подготовку офицеров тактического звена — командиров кораблей и подводных лодок, старших помощников командиров кораблей, флагманских специалистов соединений.
Полный курс Классов рассчитан на 10 месяцев, а также двух-, трех- и четырёхмесячные курсы, на которых обучаются офицеры перед назначением на вышестоящие должности. Только 40 % учебного времени отводится на теоретические вопросы, 60 % — на практику. Обучение ведётся по 40 флотским специальностям.
Классы являются головной организацией, разрабатывающей Курс подготовки надводных кораблей, Правила штурманской подготовки, Курс подготовки ПВО, а также соисполнителем в разработке Курса подготовки подводных лодок, Тактического руководства надводных кораблей и некоторых других.
1 июля 2012 года Высшие специальные офицерские классы ВМФ стали 2-м филиалом ВУНЦ ВМФ «Военно-морская академия» и получили новое название Военный институт (дополнительного профессионального образования) ВУНЦ ВМФ «Военно-морская академия».

## Наименования
- 1923—1924 — Высшие специальные курсы командного состава флота.
- 1924—1926 — Специальные курсы усовершенствования командного состава Рабоче-Крестьянского Красного Флота.
- 1926 — Специальные курсы усовершенствования командного состава Военно-Морских Сил Рабоче-Крестьянской Красной Армии.
- 1926—1931 — Специальные курсы командного состава Военно-Морских Сил Рабоче-Крестьянской Красной Армии.
- 1931—1939 — Специальные курсы командного состава Военно-Морских Сил Рабоче-Крестьянской Красной Армии имени ЦИК ТАССР.
- 1939 — Специальные курсы командного состава Рабоче-Крестьянского Военно-Морского Флота (СККС).
- 1939—1943 — Высшие специальные курсы командного состава Рабоче-Крестьянского Военно-Морского Флота (ВСК).
- 1943—1945 — Специальные курсы офицерского состава ВМФ (СКОС).
- 1945—? — Высшие ордена Ленина специальные классы офицерского состава ВМФ (ВОЛСОК).
- С 01.10.2009 — Высшие специальные офицерские классы Военно-Морского Флота (филиал) федерального государственного военного образовательного учреждения высшего профессионального образования «Военный учебно-научный центр Военно-Морского Флота „Военно-морская академия имени Адмирала флота Советского Союза Н. Г. Кузнецова“»
- С 01.03.2010 — Военный учебно-научный центр Военно-Морского Флота «Военно-морская академия» (2-й филиал, г. Санкт-Петербург)
- С 01.09.2011 — Военный учебно-научный центр Военно-Морского Флота «Военно-морская академия» (2-й филиал)
- С 10.12.2011 — Военный учебно-научный центр Военно-Морского Флота «Военно-морская академия» (2-й филиал) в составе федерального государственного казенного военного образовательного учреждения высшего профессионального образования «Военный учебно-научный центр Военно-Морского Флота „Военно-морская академия имени Адмирала флота Советского Союза Н. Г. Кузнецова“»
- С 01.07.2012 — Военный институт (дополнительного профессионального образования) в составе федерального государственного казенного военного образовательного учреждения высшего профессионального образования «Военный учебно-научный центр Военно-Морского Флота „Военно-морская академия имени Адмирала флота Советского Союза Н. Г. Кузнецова“»
- С 26.01.2016 — Военный институт (дополнительного профессионального образования) в составе федерального государственного казенного военного образовательного учреждения высшего образования «Военный учебно-научный центр Военно-Морского Флота „Военно-морская академия имени Адмирала флота Советского Союза Н. Г. Кузнецова“»

## Начальники Высших специальных офицерских классов ВМФ
В. И. Иванов (1941—1942)
К. Ю. Коренев (1942—1955)
П. П. Михайлов (1955—1960)
В. А. Пархоменко (1960—1964)
Г. С. Абашвили (1964—1971)
А. И. Петелин (1971—1973)
Н. М. Баранов (1973—1974)
Я. Н. Глоба (1974—1979)
Б. И. Громов (1979—1989)
А. П. Ерёменко (1989—1993)
Ю. Г. Устименко (1995—1999)
Ю. Н. Сысуев (1999—2003)
А. А. Римашевский (2003—2008)
С. П. Янча (2008—2010)
Ю. С. Ребенок (2010—2012)
А. Д. Шуванов (2012 — 2020)
В. Ф. Кулить (2021 — )
И. В. Осипов (с 2024)